# Euophrys parvula
Euophrys parvula är en spindelart som beskrevs av Bryant 1935. Euophrys parvula ingår i släktet Euophrys och familjen hoppspindlar. Inga underarter finns listade i Catalogue of Life.